# Безречный (Ульяновская область)
Безречный — посёлок в Майнском районе Ульяновской области. Входит в Выровское сельское поселение.

## История
Летом 1919 года здесь был создан совхоз «Свободный труд», одним из первых в Симбирской губернии. В 1958 году в него вошёл колхоз с. Апалиха «Красный путиловец». 
В 1986 году указом ПВС РСФСР посёлок центральной усадьбы совхоза «Свободный труд» переименован в Безречный.

## Население
| 2010 |
| ---- |
| 346  |

## Инфраструктура
Центральная усадьба ООО «Колос», в которой входят с. Апалиха, Дружба и Малороссы. В двухэтажном типовом здании средней школы оформлены экспозиции краеведческого музея. «Почта России», Дом культуры, медпункт, магазины.

## Достопримечательности
В конце XIX века симбирским краеведом П. Л. Мартыновым были описаны 2 кургана близ поселка со следами вырытых ям, заросших ковылем. Один из них, имеющий вид конуса высотой 6 м, диаметром в основании 30 м и в окружности 100 м, был расположен в 1 км от поселка, рядом с дорогой в с. Волосниковку, и назывался «Городным бугром», «потому что с него виден Симбирск (33 версты)». Другой курган длиннее в диаметре основания, но ниже высотой первого, находился в 1 км от поселка, по дороге в с. Кадыковку и назывался «Кладушка» (от слова - клад). В 1850 году помещик с. Тетюшское Симбирского уезда князь Вяземский производил раскопки этих земляных насыпей и обнаружил в одном из них остатки доисторических сооружений, а ямы в них следы кладоискателей и напоминают время, когда при царе Иоанне Грозном клады сдавались для раскопки, из трети найденного».